# Dacnomys millardi
Dacnomys millardi är en däggdjursart som beskrevs av Thomas 1916. Dacnomys millardi är ensam i släktet Dacnomys som ingår i familjen råttdjur. IUCN kategoriserar arten globalt som otillräckligt studerad. Inga underarter finns listade.
Denna gnagare förekommer med flera från varandra skilda populationer i södra Asien. Den hittas bland annat i östra Nepal, nordöstra Indien, södra Kina (Yunnan), norra Laos och norra Vietnam. Arten vistas i bergstrakter mellan 1000 och 3000 meter över havet. Habitatet utgörs av fuktiga skogar.
Dacnomys millardi når en kroppslängd (huvud och bål) av 23 till 29 cm och en svanslängd av 31 till 34 cm. Den grova, tjocka pälsen är på ryggen olivbrun till grå och vid buken ljusbrun till kanelfärgade. De bruna öronen är jämförelsevis små. Arten har bruna fötter med vita tår. Tårna är utrustade med klor med undantag av lilltån vid bakfoten. På svansen är håren korta. Påfallande är den långsträckta tanduppsättningen.
Denna gnagare letar på natten efter föda.
Djuret är nära släkt med släktena Anonymomys, Chiromyscus, Leopoldamys, Niviventer och Srilankamys, som likaså förekommer i Sydostasien och på sydostasiatiska öar. Släktena sammanfattas därför av Wilson & Reeder (2005) till Dacnomys-gruppen inom underfamiljen Murinae.